# Малый Улукуль
Ма́лый Улукуль — озеро на территории Искинского сельсовета в Кировском районе Уфы, представляющее собой левобережную старицу нижнего течения реки Уршак, левого притока Белой. Находится на высоте около 95 м над уровнем моря, в южной части города, между южной окраиной деревни Атаевка и лесным урочищем Локотковская Урема. Имеет вытянутую вдоль Атаевской улицы форму, сориентированную в направлении северо-запад—юго-восток. Соединяется протокой с оз. Атаевское и временным водостоком с оз. Большой Улукуль, которое, в свою очередь, через озеро Исток сообщается с рекой Уршак.
Место любительского рыболовства.